# Джицерия
Джицерѝя (на италиански: Gizzeria, на местен диалект Iezzarìa, Йецария) е малко градче и община в Южна Италия, провинция Катандзаро, регион Калабрия. Разположено е на 630 m надморска височина. Населението на общината е 4646 души (към 2012 г.).
В това градче е живяло албанско общество, наречено арбъреши. Те са се заселили в този район между XV и XVIII век като бежанци от османското владичество. Градче Джицерия е част от етнографическия район Арберия.